# Schaerbeek
Schaerbeek (nizozemsky Schaarbeek) je belgické město nacházející se v Bruselském regionu.

## Obyvatelstvo
Schaerbeek má přibližně 121 232 obyvatel (2010).

## Osobnosti města
- Alice ze Schaerbeeku (1205 – 1250), římskokatolická světice, cisterciačka
- Paul Deschanel (1855 – 1922), francouzský politik a prezident
- Camille Jenatzy (1868 – 1913), automobilový závodník, podnikatel a konstruktér elektromobilu
- Paul-Henri Spaak (1899 – 1972), socialistický politik, premiér Belgie, první předseda Evropského parlamentu, první předseda Valného shromáždění OSN a generální tajemník NATO
- Jacques Brel (1929 - 1978), šansoniér, písničkář, básník, herec a režisér

## Partnerská města
- Al-Hoceima, Maroko
- Istanbul Beyoğlu, Turecko